# YNW Melly
贾梅尔·莫里斯·德门斯（Jamell Maurice Demons，1999年5月1日 - ），艺名YNW Melly，是一名来自美国佛罗里达州吉福德的饶舌歌手、歌手与歌曲作家。YNW Melly以其歌曲“Murder on My Mind”、“Mixed Personalities”和“Suicidal”闻名，后因被控谋杀其所属的YNW音乐团体的两名成员而引来了更多关注。2019年11月22日，YNW Melly发布了首张专辑《Melly vs. Melvin》。 
2019年2月，YNW Melly被捕并被控犯有两项一级谋杀罪，若被定罪，其将面临终身监禁或死刑。他还是2017年吉福德一名副警长被谋杀案的嫌疑人。2019年3月，YNW Melly对双重谋杀指控不认罪，目前正在等待判决。